# Episymploce ussuensis
Episymploce ussuensis är en kackerlacksart som beskrevs av Roth, L. M. 1985. Episymploce ussuensis ingår i släktet Episymploce och familjen småkackerlackor. Inga underarter finns listade i Catalogue of Life.